# Premierzy Gwinei Bissau
| Osoba                                                    | Osoba   | Osoba                                              | Kadencja             | Kadencja             | Partia polityczna                                                    |
| #                                                        | Portret | Imię i Nazwisko                                    | Od                   | Do                   | Partia polityczna                                                    |
| -------------------------------------------------------- | ------- | -------------------------------------------------- | -------------------- | -------------------- | -------------------------------------------------------------------- |
| 1                                                        |         | Francisco Mendes (1939–1978)                       | 24 września 1973     | 7 lipca 1978         | Afrykańska Partia Niepodległości Gwinei i Wysp Zielonego Przylądka   |
| 2                                                        |         | Constantino Teixeira (19?–1988)                    | 7 lipca 1978         | 28 września 1978     | Afrykańska Partia Niepodległości Gwinei i Wysp Zielonego Przylądka   |
| 3                                                        |         | João Bernardo Vieira (1939–2009)                   | 28 września 1978     | 14 listopada 1980    | Afrykańska Partia Niepodległości Gwinei i Wysp Zielonego Przylądka   |
| wakat na stanowisku od 14 listopada 1980 do 14 maja 1982 |         |                                                    |                      |                      |                                                                      |
| 4                                                        |         | Victor Saúde Maria (1939–1999)                     | 14 maja 1982         | 10 marca 1984        | Afrykańska Partia Niepodległości Gwinei i Wysp Zielonego Przylądka   |
| urząd zniesiony od 10 marca 1984 do 27 grudnia 1991      |         |                                                    |                      |                      |                                                                      |
| 5                                                        |         | Carlos Correia (1933–2021)                         | 27 grudnia 1991      | 26 października 1994 | Afrykańska Partia Niepodległości Gwinei i Wysp Zielonego Przylądka   |
| 6                                                        |         | Manuel Saturnino da Costa (1942–2021)              | 26 października 1994 | 6 czerwca 1997       | Afrykańska Partia Niepodległości Gwinei i Wysp Zielonego Przylądka   |
| (5)                                                      |         | Carlos Correia (1933–2021)                         | 6 czerwca 1997       | 3 grudnia 1998       | Afrykańska Partia Niepodległości Gwinei i Wysp Zielonego Przylądka   |
| 7                                                        |         | Francisco Fadul (1953–)                            | 3 grudnia 1998       | 19 lutego 2000       | bezpartyjny                                                          |
| 8                                                        |         | Caetano N’Tchama (1955–)                           | 19 lutego 2000       | 21 marca 2001        | Partia na rzecz Odnowy Społecznej                                    |
| 9                                                        |         | Faustino Imbali (1956–)                            | 21 marca 2001        | 9 grudnia 2001       | bezpartyjny                                                          |
| 10                                                       |         | Alamara Nhassé (1957–)                             | 9 grudnia 2001       | 17 listopada 2002    | Partia na rzecz Odnowy Społecznej                                    |
| 11                                                       |         | Mário Pires (1949–)                                | 17 listopada 2002    | 14 września 2003     | Partia na rzecz Odnowy Społecznej                                    |
| wakat na stanowisku od 14 września do 28 września 2003   |         |                                                    |                      |                      |                                                                      |
| 12                                                       |         | Artur Sanhá (1965–)                                | 28 września 2003     | 10 maja 2004         | Partia na rzecz Odnowy Społecznej                                    |
| 13                                                       |         | Carlos Gomes Júnior (1949–)                        | 10 maja 2004         | 2 listopada 2005     | Afrykańska Partia Niepodległości Gwinei i Wysp Zielonego Przylądka   |
| 14                                                       |         | Aristides Gomes (1954–)                            | 2 listopada 2005     | 13 kwietnia 2007     | Afrykańska Partia Niepodległości Gwinei i Wysp Zielonego Przylądka   |
| 15                                                       |         | Martinho Ndafa Kabi (1957–)                        | 13 kwietnia 2007     | 5 sierpnia 2008      | Afrykańska Partia Niepodległości Gwinei i Wysp Zielonego Przylądka   |
| (5)                                                      |         | Carlos Correia (1933–2021)                         | 5 sierpnia 2008      | 2 stycznia 2009      | Afrykańska Partia Niepodległości Gwinei i Wysp Zielonego Przylądka   |
| (13)                                                     |         | Carlos Gomes Júnior (1949–)                        | 2 stycznia 2009      | 10 lutego 2012       | Afrykańska Partia Niepodległości Gwinei i Wysp Zielonego Przylądka   |
| —                                                        |         | Adiato Djaló Nandigna (1958–) (pełniąca obowiązki) | 10 lutego 2012       | 12 kwietnia 2012     | Afrykańska Partia Niepodległości Gwinei i Wysp Zielonego Przylądka   |
| wakat na stanowisku od 12 kwietnia do 16 maja 2012       |         |                                                    |                      |                      |                                                                      |
| —                                                        |         | Rui Duarte de Barros (1960–) (pełniący obowiązki)  | 16 maja 2012         | 3 lipca 2014         | bezpartyjny                                                          |
| 16                                                       |         | Domingos Simoes Pereira (1964–)                    | 3 lipca 2014         | 20 sierpnia 2015     | Afrykańska Partia Niepodległości Gwinei i Wysp Zielonego Przylądka   |
| 17                                                       |         | Baciro Djá (1973–)                                 | 20 sierpnia 2015     | 17 września 2015     | Afrykańska Partia Niepodległości Gwinei i Wysp Zielonego Przylądka   |
| (5)                                                      |         | Carlos Correia (1933–2021)                         | 17 września 2015     | 27 maja 2016         | Afrykańska Partia Niepodległości Gwinei i Wysp Zielonego Przylądka   |
| (17)                                                     |         | Baciro Djá (1973–)                                 | 27 maja 2016         | 18 listopada 2016    | Afrykańska Partia Niepodległości Gwinei i Wysp Zielonego Przylądka   |
| 18                                                       |         | Umaro Sissoco Embaló (1972–)                       | 18 listopada 2016    | 16 stycznia 2018     | Afrykańska Partia Niepodległości Gwinei i Wysp Zielonego Przylądka   |
| 19                                                       |         | Artur Silva (1956–)                                | 16 stycznia 2018     | 16 kwietnia 2018     | Afrykańska Partia Niepodległości Gwinei i Wysp Zielonego Przylądka   |
| (14)                                                     |         | Aristides Gomes (1954–)                            | 16 kwietnia 2018     | 31 października 2019 | Afrykańska Partia Niepodległości Gwinei i Wysp Zielonego Przylądka   |
| (9)                                                      |         | Faustino Imbali (1956–)                            | 31 października 2019 | 8 listopada 2019     | bezpartyjny                                                          |
| (14)                                                     |         | Aristides Gomes (1954–)                            | 8 listopada 2019     | 28 lutego 2020       | Afrykańska Partia Niepodległości Gwinei i Wysp Zielonego Przylądka   |
| 20                                                       |         | Nuno Gomes Nabiam (1966–)                          | 28 lutego 2020       | nadal urzęduje       | Zgromadzenie Zjednoczonego Ludu – Partia Demokratyczna Gwinei Bissau |
| 21                                                       |         | Geraldo Martins (1967–)                            | 8 sierpnia 2023      | 21 grudnia 2023      | Afrykańska Partia Niepodległości Gwinei i Wysp Zielonego Przylądka   |
| 22                                                       |         | Rui Duarte de Barros (1967–)                       | 21 grudnia 2023      | 7 sierpnia 2025      | Afrykańska Partia Niepodległości Gwinei i Wysp Zielonego Przylądka   |
| 23                                                       |         | Braima Camará (1968–)                              | 7 sierpnia 2025      | nadal urzęduje       | Ruch na rzecz Alternatywy Demokratycznej                             |